# Wilton Daniel Gregory

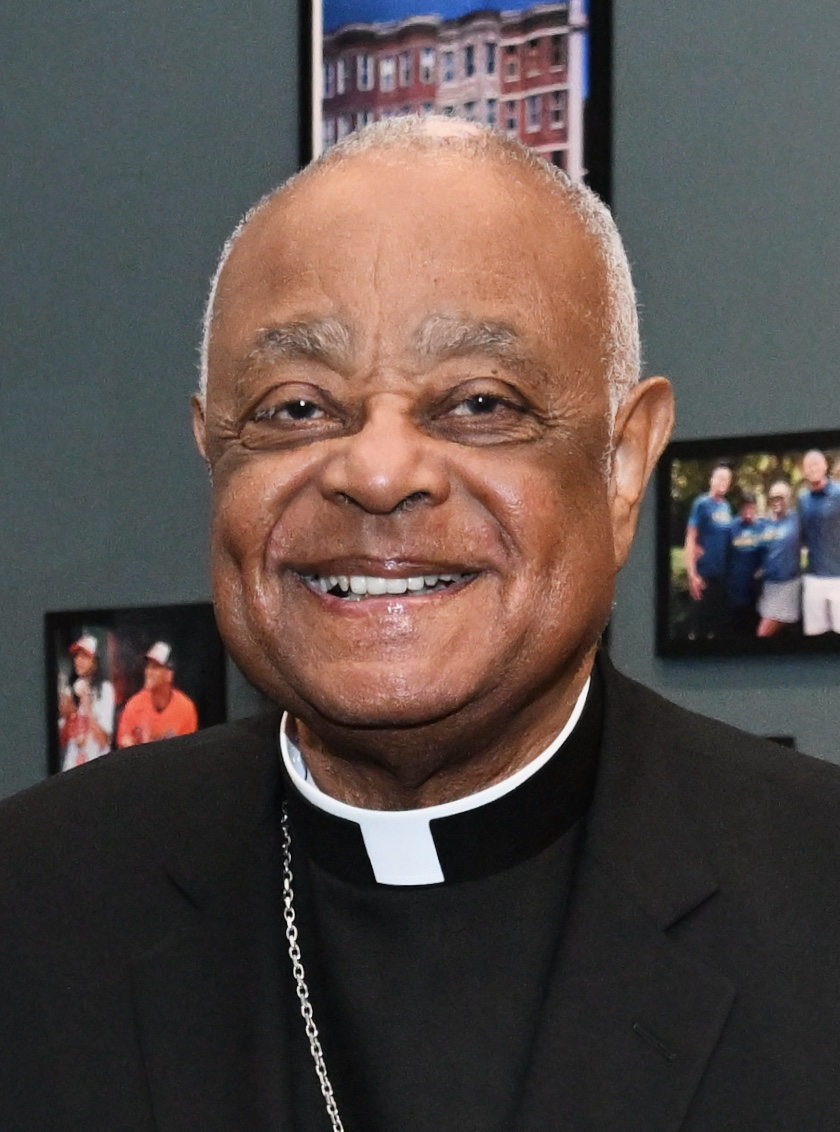
Wilton Kardinal Gregory (2024)

Wappen als Kardinal

Wappen als Kardinal-Erzbischof von Washington (seit 2020)

Wilton Daniel Kardinal Gregory (* 7. Dezember 1947 in Chicago, Illinois) ist ein US-amerikanischer Geistlicher und emeritierter römisch-katholischer Erzbischof von Washington. Gregory ist der erste US-amerikanische Kardinal afroamerikanischer Abstammung.

## Leben
Wilton Daniel Gregory empfing am 9. Mai 1973 durch den Erzbischof von Chicago, John Kardinal Cody, das Sakrament der Priesterweihe für das Erzbistum Chicago. Er war zunächst als Pfarrer in Glenview tätig und studierte von 1976 bis 1980 am Päpstlichen Liturgischen Institut in Rom. Nach seiner Rückkehr ins Erzbistum Chicago war Gregory Dozent für Liturgie am St Mary of the Lake Seminary in Mundelein, später wurde er erzbischöflicher Zeremonienmeister unter Kardinal Cody und dessen Nachfolger Joseph Kardinal Bernardin.
Am 18. Oktober 1983 ernannte ihn Papst Johannes Paul II. zum Titularbischof von Oliva und zum Weihbischof in Chicago. Der Erzbischof von Chicago, Kardinal Bernardin, spendete ihm am 13. Dezember desselben Jahres die Bischofsweihe; Mitkonsekratoren waren die Weihbischöfe in Chicago, Alfred Leo Abramowicz und Nevin William Hayes OCarm.
Am 29. Dezember 1993 ernannte ihn Johannes Paul II. zum Bischof von Belleville. Die Amtseinführung erfolgte am 10. Februar 1994. 2002 wurde er zum Mitglied der Päpstlichen Kommission für die Kulturgüter der Kirche ernannt. Am 9. Dezember 2004 ernannte ihn Johannes Paul II. zum Erzbischof von Atlanta. Die Amtseinführung fand am 17. Januar 2005 statt.
Papst Franziskus ernannte ihn am 6. Oktober 2018 zum Mitglied des Dikasteriums für Laien, Familie und Leben. Am 4. April 2019 ernannte ihn Franziskus zum Erzbischof von Washington. Die Amtseinführung fand am 21. Mai desselben Jahres statt. Der innerkirchlich allgemein als progressiv eingeschätzte Gregory ist der erste Afroamerikaner in diesem Amt.
Im Konsistorium vom 8. November 2020 nahm ihn Papst Franziskus als Kardinalpriester mit der Titelkirche Immacolata Concezione di Maria a Grottarossa in das Kardinalskollegium auf. Die Besitzergreifung seiner Titelkirche fand am 27. September des folgenden Jahres statt.
Er ist der erste Afroamerikaner im Kardinalskollegium.
Wilton Daniel Gregory ist als Großkreuzritter Geistlicher Rat im Grosspriorat Amerika des Lazarus-Ordens und seit 2020 Großkreuzritter des Ritterorden vom Heiligen Grab zu Jerusalem; er wurde in die US-amerikanische Statthalterei Middle Atlantic investiert.
Am 6. Januar 2025 nahm Papst Franziskus sein altersbedingtes Rücktrittsgesuch an.

## Stellungnahmen
Klare Worte fand Kardinal Gregory zum Sturm auf das Kapitol am 6. Januar 2021. „Der spaltende Ton, der in letzter Zeit unsere nationalen Gespräche so dominiert hat, muss sich ändern. Diejenigen, die zu hetzerischer Rhetorik greifen, müssen eine gewisse Verantwortung für die zunehmende Gewalt in unserer Nation übernehmen“, so der Erzbischof von Washington in wörtlicher Übersetzung.